# Elizabeth Lyles
Pour les articles homonymes, voir Lyles.
Elizabeth Demgen Lyles née le 7 avril 1978 à Omaha est une triathlète américaine, vainqueur sur triathlon Ironman et Ironman 70.3.

## Palmarès
Le tableau présente les résultats les plus significatifs (podium) obtenus sur le circuit international de triathlon depuis 2012.
| Année | Compétition               | Pays       | Position          | Temps           |
| ----- | ------------------------- | ---------- | ----------------- | --------------- |
| 2017  | Ironman Chattanooga       | États-Unis | Médaille d'or     | 9 h 5 min 33 s  |
| 2017  | Ironman 70.3 Santa Cruz   | États-Unis | Médaille d'or     | 4 h 8 min 24 s  |
| 2017  | Ironman 70.3 Monterrey    | Mexique    | Médaille d'argent | 4 h 12 min 47 s |
| 2016  | Ironman Wisconsin         | États-Unis | Médaille d'or     | 9 h 33 min 47 s |
| 2016  | Challenge Penticton       | Canada     | Médaille d'argent | 6 h 14 min 19 s |
| 2016  | Ironman Brésil            | Brésil     | Médaille d'or     | 8 h 54 min 10 s |
| 2016  | Wildflower Triathlon      | États-Unis | Médaille d'or     | 4 h 42 min 17 s |
| 2015  | Ironman Brésil            | Brésil     | Médaille d'argent | 9 h 0 min 31 s  |
| 2015  | Wildflower Triathlon      | États-Unis | Médaille d'or     | 4 h 32 min 7 s  |
| 2014  | Ironman Allemagne         | Allemagne  | Médaille d'argent | 8 h 56 min 36 s |
| 2014  | Ironman 70.3 Boise        | États-Unis | Médaille d'argent | 4 h 28 min 55 s |
| 2014  | Ironman 70.3 Lake Stevens | États-Unis | Médaille d'argent | 4 h 29 min 42 s |
| 2013  | Ironman Western Australia | Australie  | Médaille d'or     | 8 h 59 min 44 s |
| 2013  | Ironman 70.3 Boise        | États-Unis | Médaille d'or     | 4 h 28 min 37 s |
| 2012  | Ironman Wisconsin         | États-Unis | Médaille d'or     | 9 h 34 min 0 s  |